# Riverina

Mapa de Riverina.

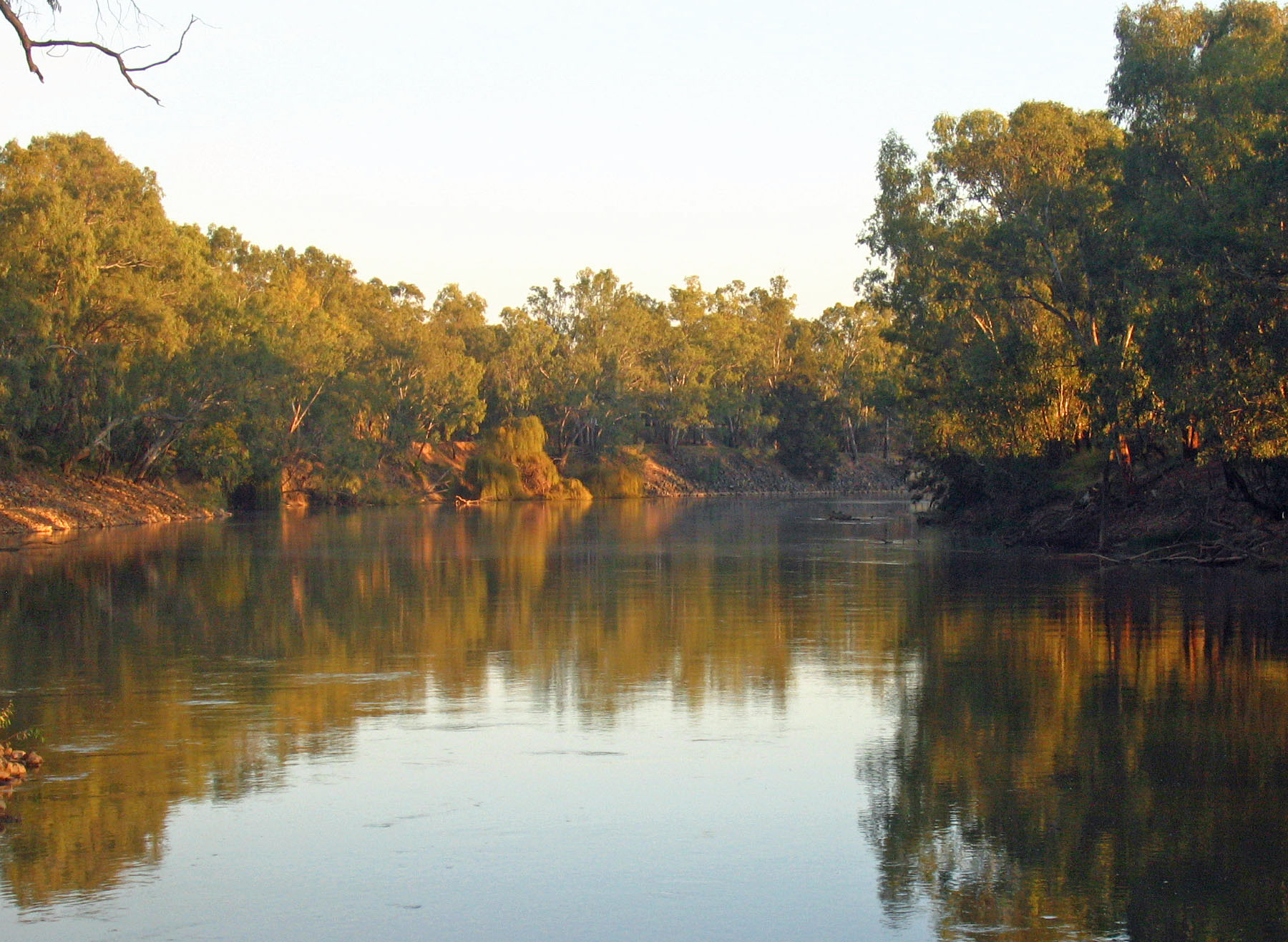
El río Murrumbidgee.

Riverina es una región agrícola del suroeste de Nueva Gales del Sur, Australia. Riverina se diferencia de otras regiones australianas por poseer una combinación de planicies, clima entre cálido y tórrido y un amplio suministro de agua para riego. Esta combinación de factores le ha permitido a Riverina convertirse en una de áreas agrícolas más productivas y diversas de Australia. Por el sur limita con el estado de Victoria y por el este con la Gran Cordillera Divisoria, Riverina comprende aquellas áreas de Nueva Gales del Sur pertenecientes a las cuencas de los ríos Murray y Murrumbidgee hasta su confluencia en el oeste.

La población de la región de Riverina se concentra en las ciudades de Wagga Wagga, Albury y Griffith. Albury y Wagga Wagga son la sede y campus principal de la Universidad Charles Sturt, la única que provee de educación superior en la región. Wagga Wagga es la asentamientos de dos bases de la Fuerza de Defensa Australiana.